# Municipio de Fleener
El municipio de Fleener (en inglés: Fleener Township) es un municipio ubicado en el condado de Lee en el estado estadounidense de Arkansas. En el año 2010 tenía una población de 309 habitantes y una densidad poblacional de 2,2 personas por km².

## Geografía
El municipio de Fleener se encuentra ubicado en las coordenadas 34°51′36″N 91°0′54″O / 34.86000, -91.01500. Según la Oficina del Censo de los Estados Unidos, el municipio tiene una superficie total de 140.46 km², de la cual 140 km² corresponden a tierra firme y (0,32 %) 0,45 km² es agua.

## Demografía
Según el censo de 2010, había 309 personas residiendo en el municipio de Fleener. La densidad de población era de 2,2 hab./km². De los 309 habitantes, el municipio de Fleener estaba compuesto por el 83,82 % blancos, el 13,59 % eran afroamericanos y el 2,59 % eran de una mezcla de razas. Del total de la población el 0,65 % eran hispanos o latinos de cualquier raza.